# 도래까마귀가 말하기를

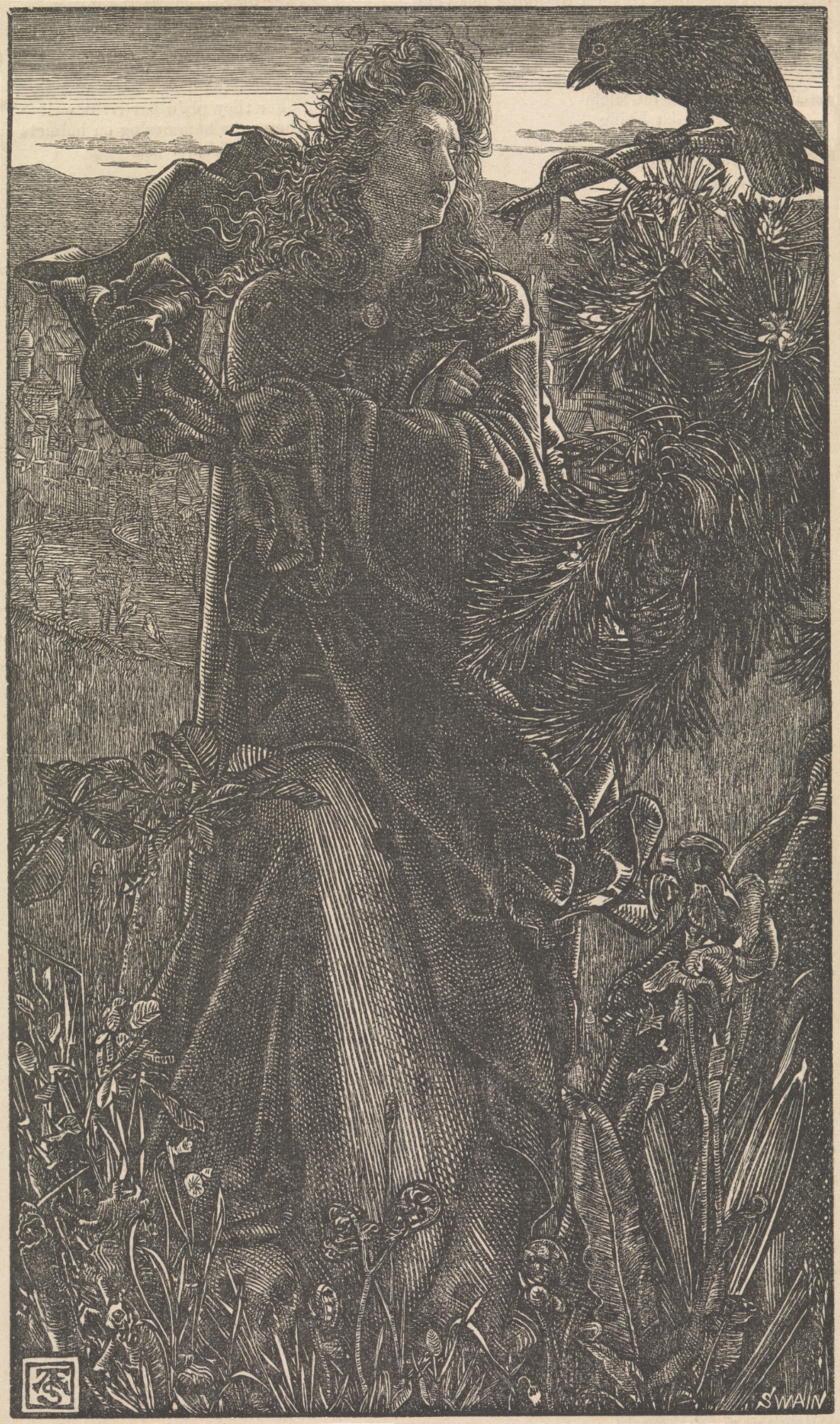

〈도래까마귀가 말하기를〉(Hrafnsmál)은 일부만 보존되어 있는 스칼드 시 작품이다. 9세기 노르웨이의 시인 소뵤른 호른클로피가 쓴 것으로 대개 생각된다.
시의 내용은 한 이름 모를 발퀴랴와 도래까마귀 한 마리 사이의 대화로 이루어져 있다. 둘은 노르웨이 왕 하랄 1세(일명 미발왕 하랄)의 삶과 업적에 관해 이야기를 나눈다. 운율은 주로 말라하트이며, 일부 부분은 료다하트 또는 포르뉘디슬라그이다.
제23절 이후의 내용은 소실되어 전하지 않는다.

## 같이 보기
- 후긴과 무닌
- 발라븐